# Concha Bañuls
Concepció Bañuls Grafiada (València, 21 de setembre de 1901 - Madrid, 28 de febrer de 1992), més coneguda com a Concha Bañuls i Conchita Bañuls, va ser una soprano valenciana.
Va debutar a disset anys al Teatre Victòria, del Paral·lel barceloní. El 1920 s'establí a l'Havana, contractada per a actuar de manera permanent al Teatre Payret, i des d'allí, durant els deu anys següents, va fer gires per diversos països d'Amèrica. A l'Havana es va casar amb el periodista Baby Álvarez, i tingué una filla i dos fills. Actuà al Teatre Martí interpretant el paper central de La bayadera, de Kálmán, en la seua estrena a Cuba, al costat del baríton Augusto Ordóñez. En la mateixa temporada estrenà també Los gavilanes i La leyenda del beso, però el seu èxit definitiu de crítica i públic va ser amb la sarsuela La granjera de Arles, d'Ernesto Rosillo. Ernesto Lecuona li dedicà el seu lied Funeral, i la seleccionà per al paper principal en l'estrena de María la O, el 1930.
El 1931 va estrenar a Barcelona la sarsuela d'Eliseo Grenet La virgen morena, i des de llavors, incorporada a la companyia de Marcos Redondo, actuà assíduament a les temporades de sarsuela de Madrid, Barcelona, València, Bilbao, etc. Interpretà operetes com ara La viuda alegre i El conde de Luxemburgo, i estrenà La casa de las tres muchachas de Sorozábal al Teatre de la Zarzuela de Madrid, amb Pedro Terol, Plácido Domingo i Pepita Embil, amb els quals formà companyia fins que la van haver de dissoldre per la crisi del gènere a les primeries dels anys seixanta. Durant aquesta dècada i la següent intervingué en algunes sèries de TV: «Primera fila» (1963), «Novela» (1964-1975) i «Estudio 1» (1969-1977).